# Aconopterus
Aconopterus är ett släkte av skalbaggar som ingår i familjen långhorningar.

## Arter
- Aconopterus cristatipennis Blanchard in Gay, 1851
- Aconopterus strandi Breuning, 1943